# Janusz Kalmus
Janusz Kalmus – polski strzelec, medalista mistrzostw świata.
Zawodnik klubu ZKS Warszawa. Nie uczestniczył nigdy w igrzyskach olimpijskich.
Kalmus jest dwukrotnym medalistą mistrzostw świata. Oba medale wywalczył na turnieju w 1966 roku w Wiesbaden w zawodach drużynowych. Srebro zdobył w karabinie dowolnym leżąc z 50 metrów (wraz ze Stanisławem Maruchą, Jerzym Nowickim i Andrzejem Trajdą), zaś brąz w karabinie dowolnym klęcząc z 50 metrów (wraz z Henrykiem Górskim, Jerzym Nowickim i Andrzejem Trajdą). Na seniorskich mistrzostwach Europy zdobył brązowy medal w drużynowym strzelaniu z karabinu dowolnego leżąc z 50 metrów (1969), był też mistrzem Polski.
Trzykrotnie stawał na podium mistrzostw Europy juniorów, zdobywając wszystkie medale na zawodach w Budapeszcie (1961). Indywidualnie zajął trzecie miejsce w karabinie standardowym (lub dowolnym) leżąc z 50 metrów. W tej samej konkurencji wywalczył złoto w drużynie, a w karabinie standardowym (lub dowolnym) 3×30 strzałów z 50 metrów stanął wraz z drużyną na trzecim stopniu podium. 